# Hubert Trenkwalder

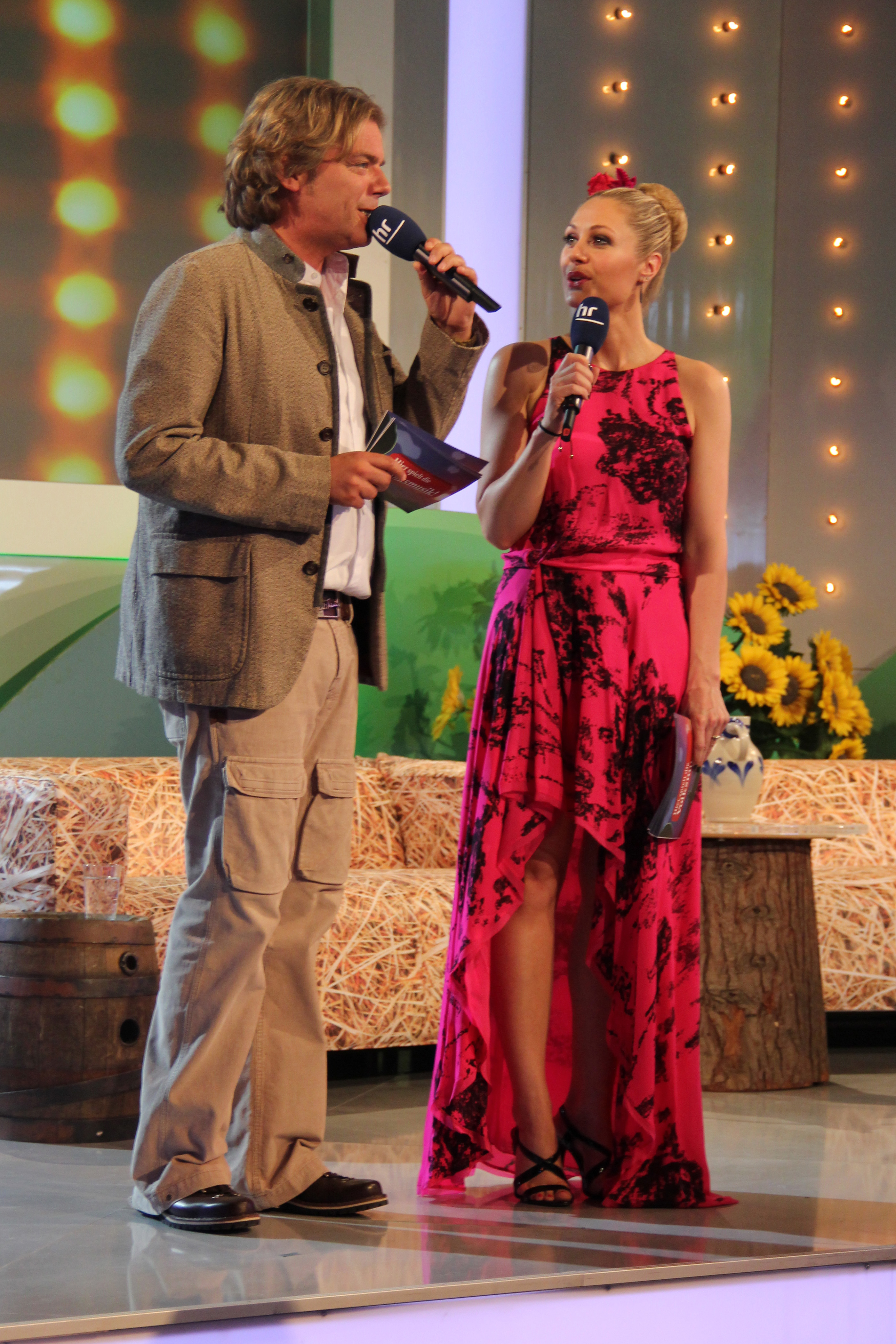
Hubsi Trenkwalder mit Ruth Moschner (2013)

Hubert „Hubsi“ Trenkwalder (* 29. Juni 1971 in Innsbruck) ist ein österreichischer Musiker, Komponist und Moderator.

## Leben
1989 gründete Hubert Trenkwalder die Band „Alpl-Buam“, welche 1994 in „Die Trenkwalder“ umbenannt wurde. Die Band gehört zu den klassischen Vertretern der „jungen Volksmusik“ im deutschsprachigen Raum. Ihren Durchbruch in Deutschland erreichten die „Trenkwalder“ als Gäste der „Lustige Musikanten-Tournee“, präsentiert von Marianne und Michael im Herbst 1994. Mit der Coverversion des Oberkrainer-Hits „Hey, Slavko, spiel uns einen“ waren ab 1995 mehrere TV-Auftritte in Deutschland, der Schweiz und Österreich zu verzeichnen, darunter „Feste der Volksmusik“, „Immer wieder sonntags“ und „ZDF-Fernsehgarten“.
Ab 2005 moderierte Hubert Trenkwalder auf dem deutschen PayTV-Sender Gute Laune TV die tägliche Sendung „Hubsis Welt“ mit dem Schwerpunkt „Volkstümliche Hits“ und wechselnden Livegästen, darunter waren DJ Ötzi, den CubaBoarischen, Nik P., Andreas Gabalier, Stefanie Hertel.
Seit 2012 gestaltet Trenkwalder für die Tiroler Tageszeitung wöchentlich die Rubrik „Volkskultur“ und moderiert für Radio U1 Tirol die TT-Hitparade.
Die größte Wanderveranstaltungsreihe Österreichs, der TT-Wandercup, wird seit 2012 von Trenkwalder moderiert.
2013 spielte er mit der Band Montanya das Album Der Ruf der Berge ein, welches am 28. Juni 2013 veröffentlicht wurde.
Trenkwalder bestehen seit 2014, neben Hubsi aus den ständigen Mitgliedern Hans-Peter "Demibata" Wille (Bass), Philipp Haniger (Gitarre) und Max Kinker (Drums).
2015: Ein weiteres Projekt: Hubert Trenkwalder und Markus Linder: "Zugi meets Blues" (ein musikalisches Kabarett).

## Diskografie

### Alben
- 1991: Null Problemo (als Alpl-Buam)
- 1992: Da ziachts dir die Schuah aus (als Alpl-Buam)
- 1993: Der Bergdoktor (als Alpl-Buam); wiederveröffentlicht unter Die Trenkwalder 1994 als Komm nach Sonnenstein
- 1996: Wir sehn uns wieder (als Die Trenkwalder)
- 1998: Eigene Wege (als Die Trenkwalder)
- 2001: Verliab Di (als Die Trenkwalder)
- 2003: Cafe Toscana (als Die Trenkwalder)
- 2004: Tiroler Herz (als Die Trenkwalder)
- 2004: Nit so etepetete – live (als Die Trenkwalder)
- 2007: Zähl deine Freunde (als Die Trenkwalder)
- 2008: Alles was stark ist (als Die Trenkwalder)
- 2009: Weihnachtszeit – nimmer weit (als Die Trenkwalder)
- 2010: Halli, Hallo, die Räuber (als Die Trenkwalder)
- 2013: Der Ruf der Berge (als Montanya)
- 2014: Abenteuerzeit (als Die Trenkwalder)
- 2018: So Samma (Die Trenkwalder)
- 2022: BÄM (Die Trenkwalder)

### Singles
- 2015: Deine Heimat will ich sein (Hubert Trenkwalder & Stefanie Hertel)
- 2017: So Samma (als Die Trenkwalder)
- 2019: Wenn i bei Dir bin (Claudia Jung & Trenkwalder)

### DVDs
- 2012 Weihnachtszeit – nimmer weit